# شکوفه کاوانی
شکوفه کاوانی (زاده ۱۹۷۰ در تهران) یک نقاش، مترجم و هنرمند معاصر ایرانی-استرالیایی است که هم‌اکنون در سیدنی زندگی می‌کند. وی در درجه اول به عنوان مترجم و به عنوان یک نقاش انتزاعی در جامعه ایران پس از انقلاب شناخته می‌شود. او به زبان‌های انگلیسی و فارسی مسلط است.

## پیش‌زمینه
شکوفه در سال ۱۹۷۰ در تهران زاده شد. وی تحصیلات ابتدایی و راهنمایی خود را در مدرسه سعدی به پایان رساند و آموزش دبیرستان خویش را در مدرسه ژاندارک از سر گرفت. سپس او در رشته در دانشگاه علوم پزشکی هرمزگان در بندرعباس پذیرفته شد و به عنوان یک پرستار حرفه‌ای به استرالیا مهاجرت کرد.

## زندگی و حرفه
کاوانی در ۱۹ سالگی در واکنش به اتفاقاتی که در اطرافش رخ می‌داد شروع به نقاشی کرد. او در زمان انقلاب اسلامی در سال ۱۳۵۷ تنها ۹ سال داشت. جنگ هشت ساله ایران و عراق تأثیر عمیقی بر او گذاشت. او در دورانی که در ایران بود نقاشی را ادامه داد، اما هرگز کارهای خود را در ایران به نمایش نگذاشت.
در سال ۱۹۹۴، کاوانی اولین مدرک انگلیسی خود را از مرکزی وابسته به دانشگاه کمبریج در تهران کسب کرد. او سپس کتاب «مولانا و چرخ درویشان» از ایرا (شمس) فریدلندر را به فارسی ترجمه کرد که به پرفروش‌ترین کتاب سال ۱۳۸۲ انتشارات زریاب تبدیل شد. این کتاب دربارهٔ رقص چرخان درویش‌ها و مراسمی که آن‌ها انجام می‌دهند، است. داستان مولانا جلال‌الدین بلخی معروف به مولوی در این روایت نهفته‌است. این کتاب دارای عکس‌های سیاه و سفید از مراسم سماع است که بیشتر توسط ایرا فریدلندر گرفته شده‌اند. سایر عکس‌ها نیز اثر نازیه اوزال هستند. رویکرد جدید به تاریخ فرقه مولوویه و موسیقی آن‌ها در ۱۰۰ سال گذشته، این کتاب را بی نظیر کرده‌است.

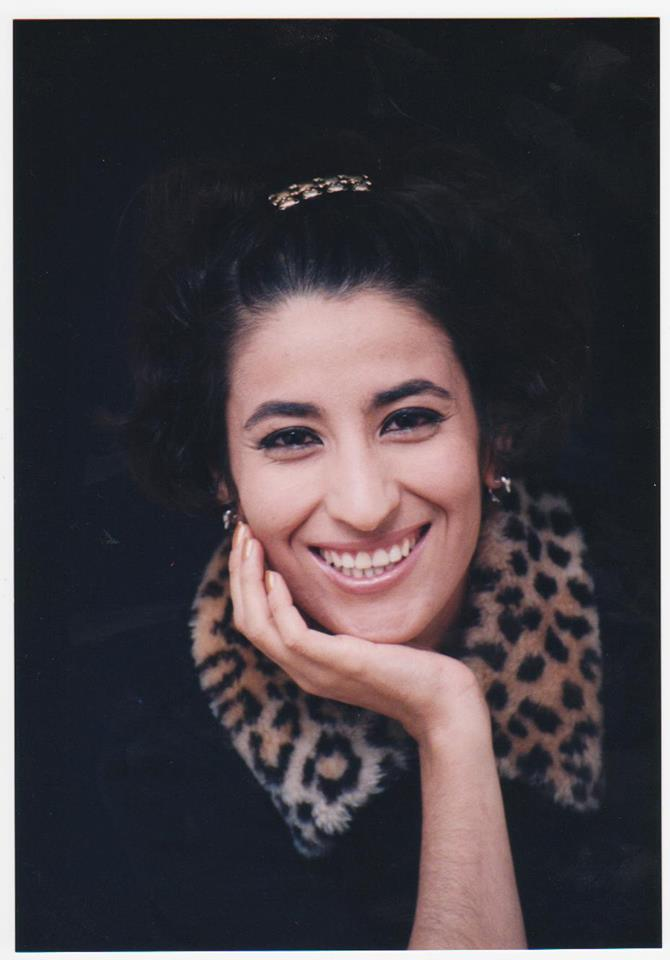
به عنوان برنده جایزه «ادنا رایان» - ۲۰۱۰ - استرالیا.

کاوانی در سال ۱۹۹۷ به سیدنی استرالیا مهاجرت کرد و کار و تحصیل خود را در رشته پرستاری در دانشگاه چارلز استورت آغاز کرد. او همچنان به نقاشی ادامه داد و در سال ۲۰۰۳ نخستین نمایشگاه انفرادی خود را با عنوان «دیوارنگاره فارسی» بازگشایی کرد که توسط شهرنوش پارسی‌پور، نویسنده ایرانی، تبلیغ می‌شد. این نمایشگاه مورد توجه بسیاری از رسانه‌های استرالیا قرار گرفت. پس از شورش‌های کرونولا در سال ۲۰۰۵، وی به گروه هنری «تی‌ای‌اچ، هنری برای بشریت» پیوست و برای افزایش آگاهی از نژادپرستی در دوازده نمایشگاه گروهی در سراسر استرالیا شرکت کرد. برخی از عواید فروش این گروه برای حمایت از زنان بیوه و یتیم افغان به یک مؤسسه خیریه افغانی به نام وعده محبوبه اهدا شد. این تلاش‌های بشردوستانه وی را نامزد جایزه سال استرالیا در سال‌های ۲۰۰۵، ۲۰۰۷، ۲۰۰۸ و همچنین در ۲۰۱۳، و همچنین برای مدال افتخار استرالیا در سال ۲۰۰۵ و ۲۰۰۷ توسط روزنامه دیلی تلگراف (سیدنی) کرد.
ترجمه کاوانی از مقاله، سگ و زمستان بلند، از کتابی از شهرنوش پارسی‌پور در کنفرانس زنان و افسردگی در سال ۲۰۰۷ در سیدنی ارائه شد. در سال ۲۰۰۸ یک نقاشی از او به نام سگ و زمستان طولانی برای پوستر کنفرانس بین‌المللی بهداشت روان زنان در ملبورن استرالیا انتخاب شد. نسخه انگلیسی کتاب سگ و زمستان طولانی در سال ۲۰۱۱ توسط شرکت انتشارات نور در آمریکا منتشر شد و نویسنده آن، شهرنوش پارسی‌پور، کتاب را به شکوفه کاوانی تقدیم کرد.
کاوانی همچنان به‌طور منظم نقاشی‌های خود را به نمایش می‌گذارد. دو نقاشی او در میان برگزیده‌های رسمی نمایشگاه لحظه‌های فیلم مورد علاقه من در جشنواره فیلم سیدنی ۲۰۰۶ و همچنین مقاله او در اولین سمپوزیوم بین‌المللی دربارهٔ سینمای ایران حضور داشتند. دو نقاشی از او در نمایشگاه ۱۰۰ سال زندان، نمایشگاهی که در ایالات متحده برای حمایت از زندانیان سیاسی در ایران ترتیب داده شده‌است، انتخاب شده‌اند.
کاوانی در سال ۲۰۰۶ در کنار سفیر هلند نیک فون زوپفن در دانشگاه گوروکا پاپوآ گینه نو برای اهدا «جوایز شاهزاده کلاوس» به دکتر مایکل مل انتخاب شد. وی همچنین در مراسم اصلی «جوایز شاهزاده کلاوس» در سال ۲۰۰۸ شرکت کرد و با خانواده سلطنتی هلند و برندگان جوایز دیدار کرد. او همچنین در پروژه  سیکستن کای نیلسن ، پروژه‌ای که در سال ۲۰۰۸ توسط سایت www.wooloo.org برای جشنواره برلین سازماندهی شده‌است، شرکت و در آنجا نقش ملکه الیزابت اول انگلیس را در کنار هفت نفر دیگر که شخصیت‌های مشهور تاریخ سینما را بازی می‌کردند، بازی کرده‌است.
کاوانی همچنین داور رسمی نمایشگاه ویژه روز استرالیا در گالری «در نقطه نابودی» در سیدنی بود. او در سال ۲۰۰۹ کتاب «من کیستم؟ خاطرات مری تالنس» را از آنیتا هیس ترجمه کرد که توسط انتشارات مروارید در تهران منتشر شد. این کتاب مورد نقدهای مثبت افرادی همچون شهرنوش پارسی‌پور، اسدالله امرایی و الهه دهنوی و همچنین تحسین عموم قرار گرفت.
کاوانی در سال ۲۰۱۰ به عنوان نخستین ایرانی جایزه ادنا رایان را در گروه هنر برنده شد؛ این جایزه توسط لابی انتخاباتی زنان نیو ساوت ولز به زنان پیشگام در زمینه‌های مختلف زندگی اهدا می‌شود.
کاوانی در حال حاضر در سیدنی زندگی و به عنوان یک پرستار کار می‌کند. او همچنین مدرک تحصیلات تکمیلی خود را در «مشاوره ژنتیک» از دانشگاه چارلز استورت دریافت کرده‌است. او نقاشی را ادامه می‌دهد و قصد دارد در نمایشگاه‌ها و ترجمه کتاب‌های دیگری نیز شرکت کند. سه نقاشی از او در سال ۲۰۱۱ در بینالن فلورانس در ایتالیا حضور داشت.
کاوانی در ژوئیه ۲۰۱۵ با علی تقوایی، تنها پسر ناصر تقوایی، فیلم‌ساز ایرانی، و شهرنوش پارسی‌پور، نویسنده ایرانی، ازدواج کرد. آن‌ها در سال ۲۰۱۹ کتاب شعری به نام «در قایق زندگی» را توسط انتشارات مهری در لندن منتشر کردند که در بر گیرنده اشعار علی تقوایی و نقاشی‌های شکوفه کاوانی برای شعرهای او بود.
وی همچنین در سال ۲۰۱۹ به عنوان مشاور فرهنگی کلر اتکینز، نویسنده استرالیایی، در روند نگارش کتاب دوم او به نام میان ما که به عنوان کتاب سال ۲۰۱۹ شناخته شد و همچنین نامزد بسیاری از جوایز از جمله جوایز ادبی معتبر نخست‌وزیر در استرالیا شد، فعالیت‌های بسیاری انجام داد.